# Nürnberg Falcons BC
Der Nürnberg Falcons BC ist ein Profi-Basketballverein aus der fränkischen Großstadt Nürnberg. Verantwortlich für den Betrieb ist die Nürnberg Falcons BC GmbH. Die Mannschaft spielt in der 2. Bundesliga ProA. Sie ist der Nachfolger von rent4office Nürnberg. Es bestand eine Kooperation mit dem Nürnberger Basketball Club (NBC) bis zur Saison 2018/19. Ab der Saison 2019/20 bis zur Saison 2024/25 bestand eine Kooperation mit den Tornados Franken. Bei den Tornados spielten mehrere unterklassige Mannschaften in Zusammenarbeit mit den Falcons auch in der NBBL sowie der JBBL. Aktuell spielen die Mannschaften unter dem Namen Nürnberg Falcons eV in den oben genannten Ligen.

## Geschichte
| Saison  | Name                 | Klasse | Liga | Platz | Play-offs                           |
| ------- | -------------------- | ------ | ---- | ----- | ----------------------------------- |
| 2008/09 | Franken Hexer        | III    | ProB | 15    | ohne Play-offs                      |
| 2009/10 | Nürnberger BC        | III    | ProB | 5     | ohne Play-offs                      |
| 2010/11 | Nürnberger BC        | III    | ProB | 3     | Halbfinale                          |
| 2011/12 | Nürnberger BC        | II     | ProA | 12    | keine Teilnahme                     |
| 2012/13 | Nürnberger BC        | II     | ProA | 6     | Viertelfinale                       |
| 2013/14 | rent4office Nürnberg | II     | ProA | 6     | Halbfinale                          |
| 2014/15 | rent4office Nürnberg | II     | ProA | 2     | Halbfinale                          |
| 2015/16 | rent4office Nürnberg | II     | ProA | 8     | Viertelfinale                       |
| 2016/17 | Nürnberg Falcons BC  | II     | ProA | 12    | keine Teilnahme                     |
| 2017/18 | Nürnberg Falcons BC  | II     | ProA | 13    | keine Teilnahme                     |
| 2018/19 | Nürnberg Falcons BC  | II     | ProA | 3     | Finale                              |
| 2019/20 | Nürnberg Falcons BC  | II     | ProA | 8     | wg. Saisonabbruch nicht ausgetragen |
| 2020/21 | Nürnberg Falcons BC  | II     | ProA | 14    | keine Teilnahme                     |
| 2021/22 | Nürnberg Falcons BC  | II     | ProA | 9     | keine Teilnahme                     |
| 2022/23 | Nürnberg Falcons BC  | II     | ProA | 12    | keine Teilnahme                     |
| 2023/24 | Nürnberg Falcons BC  | II     | ProA | 12    | keine Teilnahme                     |

### Gründung als Nachwuchsmannschaft
Die Franken Hexer wurden 2002 als ein „gemeinsames Projekt mehrerer mittelfränkischer Vereine zur Förderung jugendlicher Basketballtalente“ gegründet. Der neugegründete Verein startete dabei mit einer Herren-Mannschaft in der untersten Liga (Kreisklasse) sowie je einer männlichen U16- und U18-Mannschaft. Die Herrenmannschaften sind dabei explizit auch für Nachwuchsspieler vorgesehen.
Bereits in der zweiten Spielzeit gelang der männlichen U16 der vierte Platz bei den Deutschen Meisterschaften u. a. mit den Spielern Sajmen Hauer und Bastian Doreth. Seitdem entsenden die Hexer regelmäßig Spieler in die Nachwuchsnationalmannschaften. Es folgten in den kommenden Spielzeiten zahlreiche Aufstiege der Herrenmannschaft bis in die 2. Regionalliga. In der Spielzeit 2006/2007 war der Verein zudem Gründungsmitglied der Nachwuchs-Basketball-Bundesliga (NBBL), 2009 auch in der JBBL.

### Kooperationsverbund Franken 1st
Seit 2007/2008 kooperierten die Hexer mit DIMPLEX Falke Nürnberg innerhalb des Verbundes Franken 1st, einem integrierten Nachwuchskonzept unter Führung der Brose Baskets. In das seinerzeitige ProA-Team entsendeten die Hexer mehrere Doppellizenzspieler u. a. Stefan Schmidt und Bastian Doreth.

#### Übernahme von Falke Nürnberg
Nach dem Abstieg Falkes in die ProB übernahmen die Hexer zur Saison 2008/2009 deren Mannschaft sowie die Zweitligalizenz, die zwischenzeitlich bei der Franken 1st Nürnberg Basketballgesellschaft mbH gelandet war. Die Zweitligamannschaft lief unter dem Namen Franken Hexer auf. Das Team beendete die Saison auf einem Abstiegsplatz, durch den Rückzug von Telemotive München konnte die Klasse aber gehalten werden.

#### Drohende Insolvenz
Da das finanzielle Engagement der Brose Baskets Bamberg für die ProB-Mannschaft aus Nürnberg als nicht ausreichend angesehen wurde, stand der Nürnberger Profibasketball in der Sommerpause 2009 vor dem Aus. Ein Modell zur Rettung durch die Stadt Nürnberg scheiterte. Erst nachdem kurz vor Saisonbeginn mit dem Druck- und Kopierspezialist Igeko ein Hauptsponsor gefunden worden war, stand der erneute Start in der ProB fest. Die Berührungspunkte zu den Brose Baskets beschränkten sich auf den Einsatz des Doppellizenzspielers Bastian Doreth in der Basketball-Bundesliga.

### Unabhängiger Verein

#### Herauslösen der Profimannschaft
Infolgedessen wurde das Profiteam in den Nürnberger Basketballclub NBC überführt. Alle anderen Mannschaften gingen nach wie vor als Franken Hexer in enger Kooperation mit dem NBC an den Start.
Zu Beginn der Saison 2009/2010 wurde der Mitgründer der Hexer Alexander Krüger durch Derrick Taylor als Headcoach der ersten Mannschaft ersetzt.

#### Aufstieg per Wildcard
Die Saison 2010/2011 wollte der NBC nutzen, um erneut in die ProA aufzusteigen. Doch der Verein scheiterte in den Play-offs und konnte so keinen sportlichen Aufstieg erreichen. Ende Juni 2011 konnte der Verein schließlich doch für die ProA planen. Aufgrund des Rückzugs der Dragons Rhöndorf aus der ProA in die ProB erhielt der NBC eine Wildcard und wird ab der Saison 2011/2012 in der ProA starten. Die erste Saison in der ProA beendete der NBC auf Platz 12 der Tabelle mit 11 Siegen und 17 Niederlagen.

#### Etablierung in der Pro A
Zur Saison 2012/2013 entschloss sich die Vereinsführung, den Vertrag mit Trainer Taylor nicht zu verlängern. Sein Nachfolger wurde der ehemalige Spieler Martin Ides. Unter Ides konnte sich die Mannschaft nach schwachem Saisonstart stabilisieren und schloss die Hauptrunde 12/13 auf dem sechsten Tabellenplatz ab. Damit qualifizierte sich der NBC für die nachfolgenden Play-offs. Dort schied die Mannschaft jedoch in der ersten Runde gegen die Düsseldorf Baskets aus.
Die Spielzeit 2013/2014 wurde erneut mit Ambitionen in Angriff genommen. Als Ziel wurden mindestens die Play-offs ausgegeben. Jedoch verlief der Start in die Saison sehr wechselhaft. Nachdem von den ersten neun Spielen nur vier hatten gewonnen werden können, wurde Trainer Martin daraufhin von seinen Aufgaben entbunden. Als Interimstrainer übernahm zunächst Benjamin Travnizek. Unter Travnizek steigerte sich die Mannschaft wieder und zog in die Play-offs der ProA ein. Dort schied der NBC im Halbfinale gegen die Crailsheim Merlins aus.
Mit Ralph Junge wurde zur Spielzeit 2014/2015 ein neuer Cheftrainer und Sportdirektor präsentiert. Junge war zuvor für Erdgas Ehingen/Urspringschule tätig und formte die dortige Jugendabteilung. Ebenso ging der NBC mit Ehingen eine Kooperation ein, um so die beiden Standorte zu stärken und eine durchgängige Perspektive für Jugendspieler bieten zu können. Unter Junge wurde zudem die Rückkehr in die Basketball-Bundesliga angestrebt.

#### Erneute Insolvenzabwendung
Am 4. Juni 2016 gab der Verein bekannt, seinen Spielbetrieb Ende desselben Monats einzustellen. Der alleinige Gesellschafter Alexander Lolis zog sich zurück. Als Begründung wurden finanzielle Aspekte aufgeführt, die demzufolge unter anderem mit der Vermarktung der Nürnberger Spielhalle (Halle des Berufsbildungszentrums, kurz BBZ) zusammenhingen. Entgegen ersten Meldungen entschied man sich Anfang Juli zum Fortbestehen der Mannschaft unter dem Namen Nürnberg Falcons BC ab der Saison 2016/17, nachdem die Finanzierung innerhalb kurzer Zeit durch Sponsoren und durch Spenden gesichert worden war. Junge wurde Geschäftsführer der im Juli 2016 neu gegründeten Nürnberg Falcons BC GmbH, die die Lizenz der Nürnberger Basketball Club GmbH übernahm. Die Saison 2016/17 wurde auf dem zwölften Tabellenrang beendet.

#### Saison 2018/19

##### Hallenwechsel
Da an der Wandverkleidung der Halle am Berliner Platz Baumängel entdeckt wurden und die Heimspielstätte der Nürnberger deshalb kurz vor dem Beginn der Spielzeit 2018/19 bis auf Weiteres gesperrt wurde, musste das Saisonauftaktspiel am 22. September 2018 verschoben werden. Rund eine Woche später stimmte der Nürnberger Stadtrat der Anschaffung einer Leichtbauhalle zu, um diese auf einem Grundstück in der Nähe des Flughafens Nürnberg zu errichten. Diese Halle sollte die vorübergehende Heimspielstätte der Mannschaft werden. Der in den Blick genommene Platz auf dem Flughafengelände kam letztlich doch nicht als Hallenstandort in Frage, wie Mitte Oktober 2018 bekannt wurde, da die dort lebenden Zauneidechsen nicht gestört werden sollten. Es ergab sich jedoch eine andere Lösung am Flughafen: Die Nürnberger Basketballer übernahmen eine bewegliche zeltartige Veranstaltungshalle, die unter anderem für Feierlichkeiten genutzt wurde, um dort ab dem 18. November 2018 ihre Heimspiele auszutragen.

##### Saisonverlauf und Ringen um die Bundesliga-Lizenz
Die Punktrunde der Saison 2018/2019 schloss die Mannschaft auf dem dritten Tabellenrang der 2. Bundesliga Pro A ab. In der Meisterschaftsrunde setzte sich die Nürnberger zuerst im Viertelfinale gegen Gladiators Trier sowie im Halbfinale gegen MLP Academics Heidelberg durch und erreichten als Finalist den sportlichen Aufstieg in die Basketball-Bundesliga. Zwischen Anfang Februar 2019 und Ende April 2019 hatten die Franken 14 Spiele in Folge gewonnen. Im ersten Endspiel gegen die Hamburg Towers setzte sich Junges Mannschaft in eigener Halle mit 90:87 durch, verlor das Rückspiel in Hamburg aber mit 94:99 und beendete die Saison somit als Vizemeister. Am 9. Mai teilte die Basketball-Bundesliga mit, dass den Nürnbergern aufgrund der nicht gegebenen wirtschaftlichen Leistungsfähigkeit sowie keiner den Ligaanforderungen entsprechenden Spielstätte die Lizenz für die höchste deutsche Spielklasse verweigert wurde. Trainer und Geschäftsführer Junge kündigte daraufhin den Gang vors Schiedsgericht der Bundesliga an. Auch in einer zweiten Prüfung der Bewerbung und nachdem schriftliche Zusagen der Stadt Nürnberg eingereicht worden waren, wurde die Lizenz nicht gewährt. Nach Angaben der Mannschaftsleitung waren Punkte, die zur Ablehnung führten, Fragen der „Fertigstellung des Hallenbaus und die damit verbundene Kalkulation der Zuschauereinnahmen“. Die Nürnberger legten gegen die Entscheidung Einspruch beim Schiedsgericht ein und wussten die Stadt auf ihrer Seite. Anfang Juli 2019 bestätigte das Schiedsgericht endgültig die Lizenzverweigerung. Junge erhob gegenüber der Bundesliga-Führung anschließend den Vorwurf, seine Mannschaft nicht in der Liga haben zu wollen und das im Rahmen des Verfahrens auch deutlich gemacht zu haben. Laut Aussage Junges fühlten sich die Nürnberger „sowohl sportlich, moralisch und eigentlich auch juristisch im Recht“.

#### Saison 2019/20
Am Anfang der Saison gaben die Nürnberg Falcons und die Tornados Franken eine Kooperation im Jugendbereich der Vereine bekannt. Man wolle „[...] die Talente in der Region noch besser zu fördern und ihnen eine echte Perspektive zu bieten [...]“, so Geschäftsführer Junge. Es sei für die Falcons wichtig, „einen starken Unterbau“ zu besitzen.
Trainer Junge gab Anfang September 2019 das Amt an seinen bisherigen Assistenten, den Litauer Vytautas Buzas, ab, um sich verstärkt um seine Aufgaben als Geschäftsführer zu kümmern, während er als Sportlicher Leiter im Amt blieb und als Buzas Co-Trainer wirkte. Der Litauer ging Anfang Dezember 2019 aus familiären Gründen in sein Heimatland zurück, Junge übernahm vorerst wieder das Traineramt. Unter Buzas hatten die Franken seit dem Beginn des Spieljahres 2019/20 acht Siege geholt und drei Partien verloren. Anfang Januar 2020 gab die Ligaleitung wegen eines „erheblichen Verstoßes gegen Auflagen“ der Nürnberger einen Abzug von vier positiven Wertungspunkte bekannt.

#### Saison 2020/21
Die Hauptrunde der 2. Bundesliga ProA wurde auf dem vorletzten Tabellenplatz beendet, die Abstiegsregelung kam aufgrund der Auswirkungen der COVID-19-Pandemie aber nicht zur Anwendung. Im Juni 2021 wurde eine Änderung auf dem Trainerposten vermeldet: Junge widmete sich wieder gänzlich seiner Tätigkeit als Geschäftsführer, der Litauer Vytautas Buzas kam als Cheftrainer zurück.

#### Saison 2022/23
Anfang Dezember 2022 wurde Trainer Buzas wegen unterschiedlicher Auffassungen in der „grundsätzlichen Ausrichtung“ entlassen. Sein vorheriger Assistenztrainer Derrick Taylor (bereits 2009 bis 2012 Cheftrainer) trat die Nachfolge an. Die Saison wurde auf dem zwölften Tabellenplatz abgeschlossen.

#### Saison 2023/24
Neuer Cheftrainer wurde Virgil Matthews, der früher selbst in Nürnberg gespielt hatte und damals ebenso wie in Ehingen Schützling von Geschäftsführer Ralph Junge war. Die Mannschaft befand sich zeitweise in Abstiegsgefahr, mit zwölf Siegen und 22 Niederlagen stand schlussendlich erneut der zwölfte Tabellenplatz zu Buche.

#### Saison 2024/25
Anfang November 2024 trennten sich die Nürnberger von Matthews, nachdem es aus den ersten sieben Saisonspielen keinen Sieg gegeben hatte. Junge übernahm wieder zusätzlich das Traineramt.

## Kader
| Spieler | Spieler            | Spieler             | Spieler | Spieler | Spieler | Spieler                       |
| Nr.     | Nat.               | Name                | Geburt  | Größe   | Info    | Letzter Verein                |
| ------- | ------------------ | ------------------- | ------- | ------- | ------- | ----------------------------- |
|         |                    | Guards (PG, SG)     |         |         |         |                               |
| 4       | Deutschland        | Joscha Eckert       | 2005    | 1,86 m  |         | Tornados Franken              |
| 5       | Deutschland        | Tim Köpple          | 2000    | 1,84 m  |         | Gießen 46ers Rackelos         |
| 7       | Deutschland        | Christian Feneberg  | 2002    | 1,94 m  |         | Hapa Ansbach Piranhas         |
| 9       | Vereinigte Staaten | Anthony Gaines      | 1993    | 1,93 m  |         | Newcastle Falcons (NBL1 East) |
| 10      | Deutschland        | Bastian Doreth      | 1989    | 1,82 m  |         | medi bayreuth                 |
| 14      | Deutschland        | Sebastian Schröder  | 1988    | 1,92 m  |         | eigene Jugend                 |
| 25      | Deutschland        | Simon Feneberg      | 2005    | 1,90 m  |         | Tornados Franken              |
| 77      | /                  | Matthew Meredith    | 2000    | 2,00 m  |         | Bayer Giants Leverkusen       |
|         |                    | Forwards (SF, PF)   |         |         |         |                               |
| 6       | Vereinigte Staaten | Courtney Alexander  | 1997    | 2,03 m  |         | Cockburn Cougars              |
| 8       | /                  | Mohamed Kaba-Fofana | 1995    | 2,01 m  |         | Valdosta State University     |
| 11      | Deutschland        | Ferenc Gille        | 1998    | 2,03 m  |         | Bayer Giants Leverkusen       |
| 16      | Deutschland        | Julius Wolf         | 1993    | 2.03 m  |         | Rasta Vechta                  |
| 20      | Vereinigte Staaten | Isaiah Sanders      | 2000    | 1,96 m  |         | Fairmont State University     |
| 21      | Deutschland        | Nelson Okafor       | 1994    | 2,02 m  |         | Farnese Pallacanestro Campli  |
| 28      | Deutschland        | Tom Stoiber         | 1993    | 2,00 m  |         | Tornados Franken              |

| Trainer            | Trainer         | Trainer     |
| Nat.               | Name            | Position    |
| ------------------ | --------------- | ----------- |
| Vereinigte Staaten | Virgil Matthews | Cheftrainer |
| Vereinigte Staaten | Derrick Taylor  | Co-Trainer  |

| Legende                   | Legende   |
| Abk.                      | Bedeutung |
| ------------------------- | --------- |
| Quellen                   |           |
| Teamhomepage              |           |
| Ligahomepage              |           |
| Stand: 18. September 2023 |           |

| Legende                   | Legende   |
| Abk.                      | Bedeutung |
| ------------------------- | --------- |
| Quellen                   |           |
| Teamhomepage              |           |
| Ligahomepage              |           |
| Stand: 18. September 2023 |           |

### Bekannte ehemalige Spieler
- Julius Jenkins
- Eric Washington
- Sajmen Hauer
- Michael Lake
- Heiko Schaffartzik
- Tim Nees
- Corey Rouse
- Braydon Hobbs
- Diante Watkins
- Robert Oehle
- Ish Wainright
- Bastian Doreth

### Trainerchronik
| Amtszeit        | Name               |
| --------------- | ------------------ |
| –2006           | Alexander May      |
| 2006–2009       | Alexander Krüger   |
| 2009–2012       | Derrick Taylor     |
| 2012–11/2013    | Martin Ides        |
| 11/2013–2014    | Benjamin Travnizek |
| 2014–2019       | Ralph Junge        |
| 09/2019–12/2019 | Vytautas Buzas     |
| 12/2019–06/2021 | Ralph Junge        |
| 06/2021–12/2022 | Vytautas Buzas     |
| 12/2022–05/2023 | Derrick Taylor     |
| 05/2023–11/2024 | Virgil Matthews    |
| seit 11/2024    | Ralph Junge        |

### Jugendmannschaften
- mU19: Nachwuchs-Basketball-Bundesliga (NBBL) – Hauptrunde A (Süd)
- mU16: Jugend-Basketball-Bundesliga (JBBL) (als Tornados Franken)

## Erfolge
- Sportlicher Aufstieg in die 1. Basketball Bundesliga: 2019

## Spielstätten

### Halle am Berliner Platz
Bis zur Saison 2018/19 trugen die Nürnberger Basketballer (vor dem NBC auch die Franken Hexer und Falke Nürnberg) ihre Heimspiele in der Halle am Berliner Platz aus. Die Halle bietet bis zu 2140 Zuschauern Platz. Auf allen vier Seiten der Halle befinden sich Tribünen. Auf Grund von Baumängeln erfolgte im September 2018 seitens des Eigentümers, der Stadt Nürnberg, eine sofortige Schließung.

### Eventpalast am Flughafen
Als Ausweichquartier zur Halle am Berliner Platz wurde eine 2000m² große Veranstaltungshalle am Nürnberger Flughafen zu einer Sporthalle umgebaut und den Basketballern ab der Saison 2018/19 vorübergehend zur Verfügung gestellt. Die umgenutzte Halle bot bei Heimspielen 1540 Zuschauern Platz.

### KIA Metropol Arena
Am 25. August 2021 wurde die KIA Metropol Arena (3881 Plätze) eingeweiht und ist seither Heimspielstätte der Mannschaft.